# Монтаньо, Хон
Хон Эдвин Монтаньо Пресиадо (исп. John Edwin Montaño Preciado; род. 4 октября 2006, Кали) — колумбийский футболист, нападающий клуба «Ломмел».

## Клубная карьера
Монтаньо — воспитанник клуба «Индепендьенте Медельин». 18 февраля 2024 года в матче против «Форталеса Сипакира» он дебютировал в Кубке Мустанга. В начале 2025 года Монтаньо перешёл в бельгийский «Ломмел». 8 марта в матче против «Зюлте-Варегем» он дебютировал в Челленджер Про Лига. 

## Международная карьера
В 2023 году в составе юношеской сборной Колумбии Монтаньо принял участие в юношеском чемпионате Южной Америки в Эквадоре. На турнире он принял участие в матчах против команд Уругвая, Чили и Эквадора.
В 2025 году в составе молодёжной сборной Колумбии Монтаньо принял участие в молодёжном чемпионате Южной Америки в Венесуэле. На турнире он сыграл в матчах против команд Парагвая, Эквадора, Боливии, Чили, Уругвая, а также дважды Бразилии и Аргентины. В поединке против боливийцев Хон забил гол. 